# Sydlig sandknäppare
Sydlig sandknäppare (Negastrius sabulicola) är en skalbaggsart som först beskrevs av Karl Henrik Boheman 1853.  Sydlig sandknäppare ingår i släktet Negastrius, och familjen knäppare. Enligt den svenska rödlistan är arten otillräckligt studerad i Sverige. Arten förekommer i Götaland. Artens livsmiljö är havsstränder, jordbrukslandskap.